# Shame
Shame — це останній сингл із альбому Full Circle гурту Drowning Pool. Ця пісня, а також відеокліп на неї, вийшли 29 травня 2009 року. Сингл досяг 26-ї сходинки чарту Hot Mainstream Rock Tracks. Пісня Shame вийшла як сингл в час, коли гурт працював над своїм однойменним альбомом. Сингл також використали як саундтрек до фільму Пила 4.

## Відеокліп
Музичний відеокліп вийшов одночасно з синглом.

## Список треків
| #  | Назва   | Тривалість |
| -- | ------- | ---------- |
| 1. | «Shame» | 3:10       |

Промо-CD
| #  | Назва                                  | Тривалість |
| -- | -------------------------------------- | ---------- |
| 1. | «Shame» (Версія із підсиленим вокалом) | 3:11       |
| 2. | «Shame» (Альбомна версія)              | 3:11       |
| 3. | «Shame» (Акустична версія)             | 4:25       |

## Учасники
- Раян Мак-Комбз — вокал
- Сі-Джей Пірс — гітара
- Майк Льюс — ударні
- Стіві Бентон — баси

## Чартові позиції
| Рік  | Чарт    | Позиція |
| ---- | ------- | ------- |
| 2009 | US Main | 26      |